# Райтенхасласький монастир
Райтенхасласький монастир (нім. Kloster Raitenhaslach) — колишнє чоловіче цистерціанське абатство, що розташовувалось в однойменному районі баварського міста Бурггаузен (Верхня Баварія) і належало до єпархії Пассау.

## Загальні відомості
Монастир був заснований 1143 року графом Вольфкером де Тегерваком та його дружиною Хеммою як філія Залемського абатства. Був закритий під час секуляризації в Баварії 1803 року. При цьому значна частина (приблизно половина) монастирських будівель була згодом знесена.

## Історія та опис
1146 року монастир був перенесений з початкового місця розташування в районі сучасної общини Марктль в Райтенхаслах, який ще 788 року згадувався як власність Зальцбурзької єпархії. Перші ченці і абат Геро, який очолював монастир протягом перших 30 років його існування, прибули з Залемського абатства — в подальшому залемські ченці регулярно відвідували свій філійний монастир.
Багаті річкові ресурси Райтенхаслаха сприяли цистерціанцям, що спеціалізувались на рибництві через небажання споживати м'ясо: навіть нині кілька створених тоді рибних ставків збереглись поблизу колишнього монастиря.
Крім розширення за рахунок окультурення навколишніх земель, монастир зростав за рахунок пожертвувань і придбання володінь: у монастиря було кілька неоподатковуваних сіл в районі Бурггаузена, а крім того він володів  виноробнею в сучасній  Нижній Австрії . Парафії кількох церков, включаючи низку приходів в  Альтеттінгу, підпорядковувались монастирю.
Зі зміцненням герцогів  Віттельсбахів, що мешкали в сусідньому замку Бурггаузен, вплив Зальцбурга на життя обителі неухильно зменшувався, починаючи приблизно з середини XIII століття. Віттельсбахи поступово взяли на себе роль покровителів монастиря, який був розташований в прикордонній зоні між їх володіннями і територією архиєпархії Зальцбурга. 1258 року монастир став пов'язаним з родом Віттельсбахів, а в XV столітті монастирська церква служила місцем поховання герцогської сім'ї. Наприкінці XV — на початку XVI століття, в період  Реформації, Людвіг IX Багатий підтримав монастир в його боротьбі проти протестантських доктрин.
За багато століть свого існування монастир неодноразово перебудовувався: особливо активно це відбувалося в першій половині XVIII століття — в ті часи монастирська церква отримала свою нинішню форму, будучи перебудованою з  романської  базиліки в храм у стилі бароко. Новий фасад був побудований 1751—1752 років архітектором (майстром-будівельником) Францем Алоїзом Майром (1723—1771) з Тростберга. «Ідеальні форми», властиві комплексам будівель цистерціанських монастирів, які будувалися за єдиними архітектурними канонам, зберігалися до початку XIX століття — незважаючи на численні розширення і перебудови.
1803 року монастир був розпущений у ході  секуляризації в Баварії. Малопридатні для приватного використання монастирські будівлі довго не могли знайти покупця: після кількох знижень ціни, тільки «прибуткові» частини монастиря — такі як пивоварня — перейшли в приватну власність, а більшість будівель було знесено, включаючи нову будівлю бібліотеки (завершену тільки 1785 року) і трапезну. Колишня монастирська церква стала  парафіяльною 1806 року. З тих пір монастирські будівлі, що залишились, служили в якості школи, пивоварні, ресторану і будинків з приватними квартирами. 1978 року частини муніципалітету Райтенхаслах, в тому числі і колишній монастир, були включені до складу міста Бурггаузен на правах району.

## Галерея

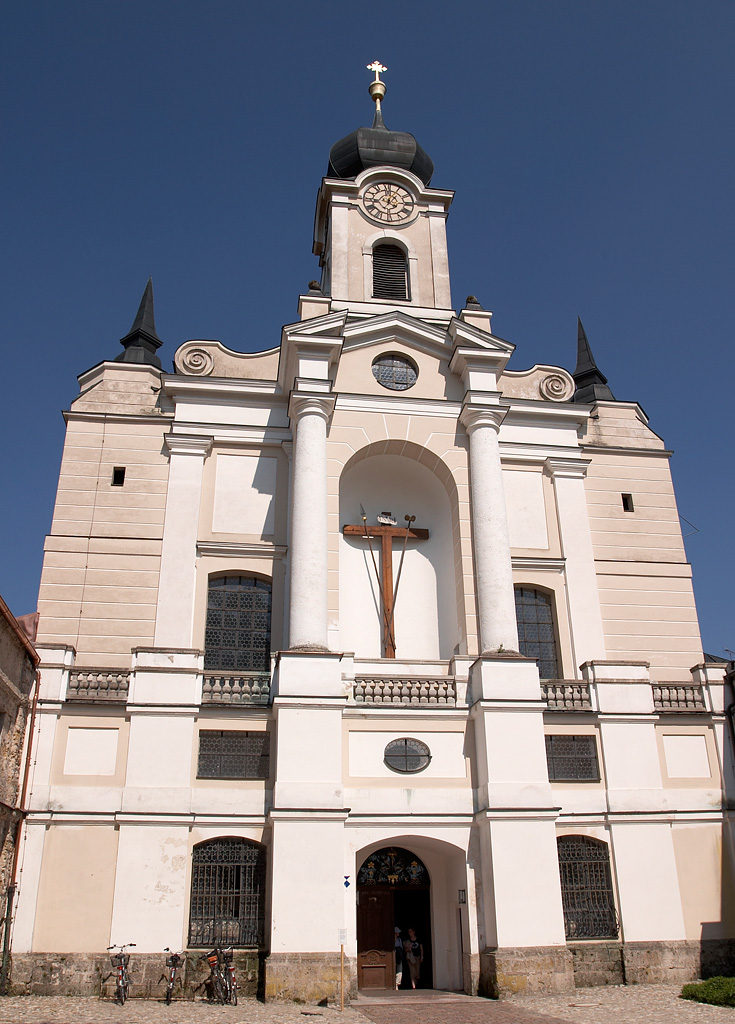
Зовнішній вигляд (західна сторона)
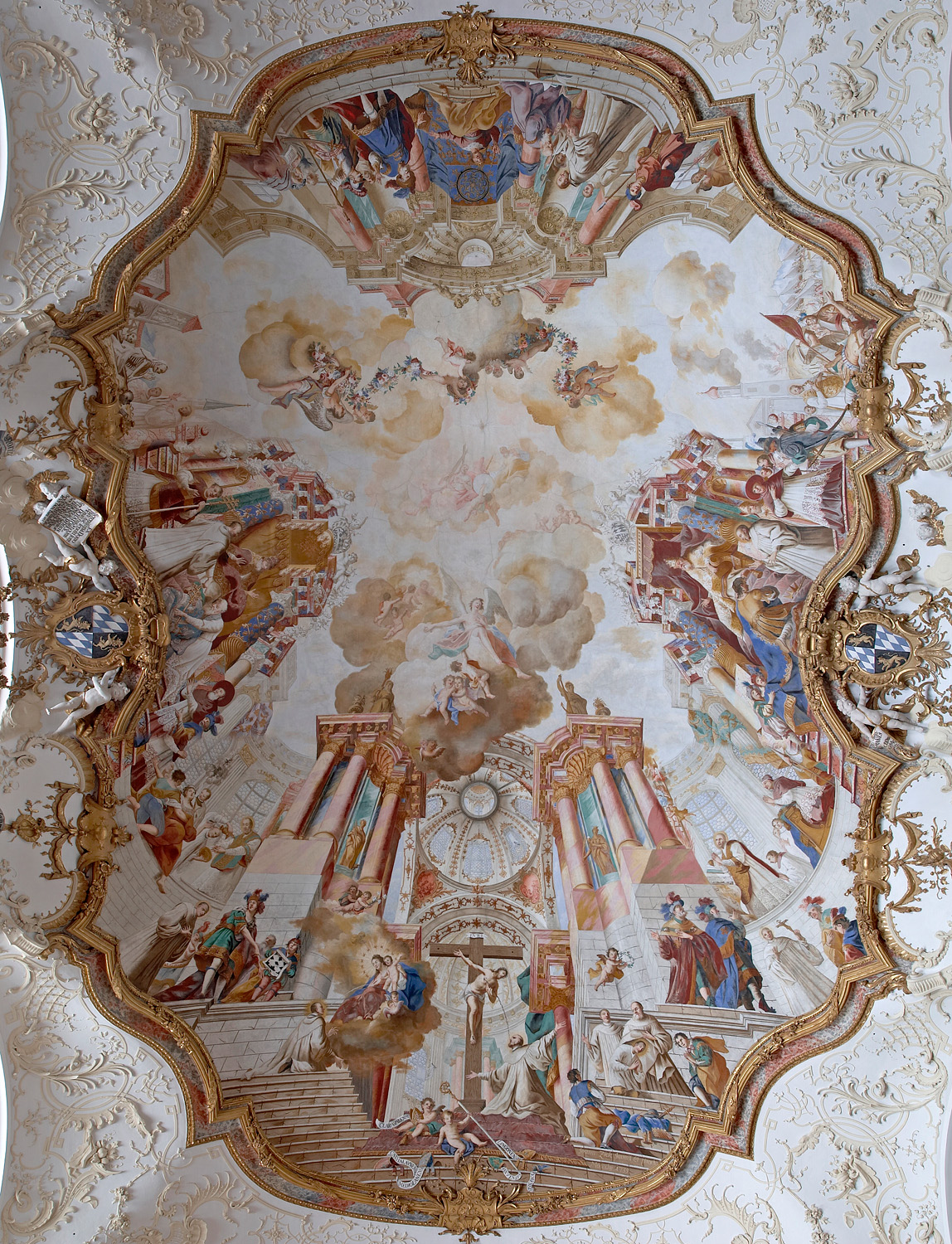
Стельові картини
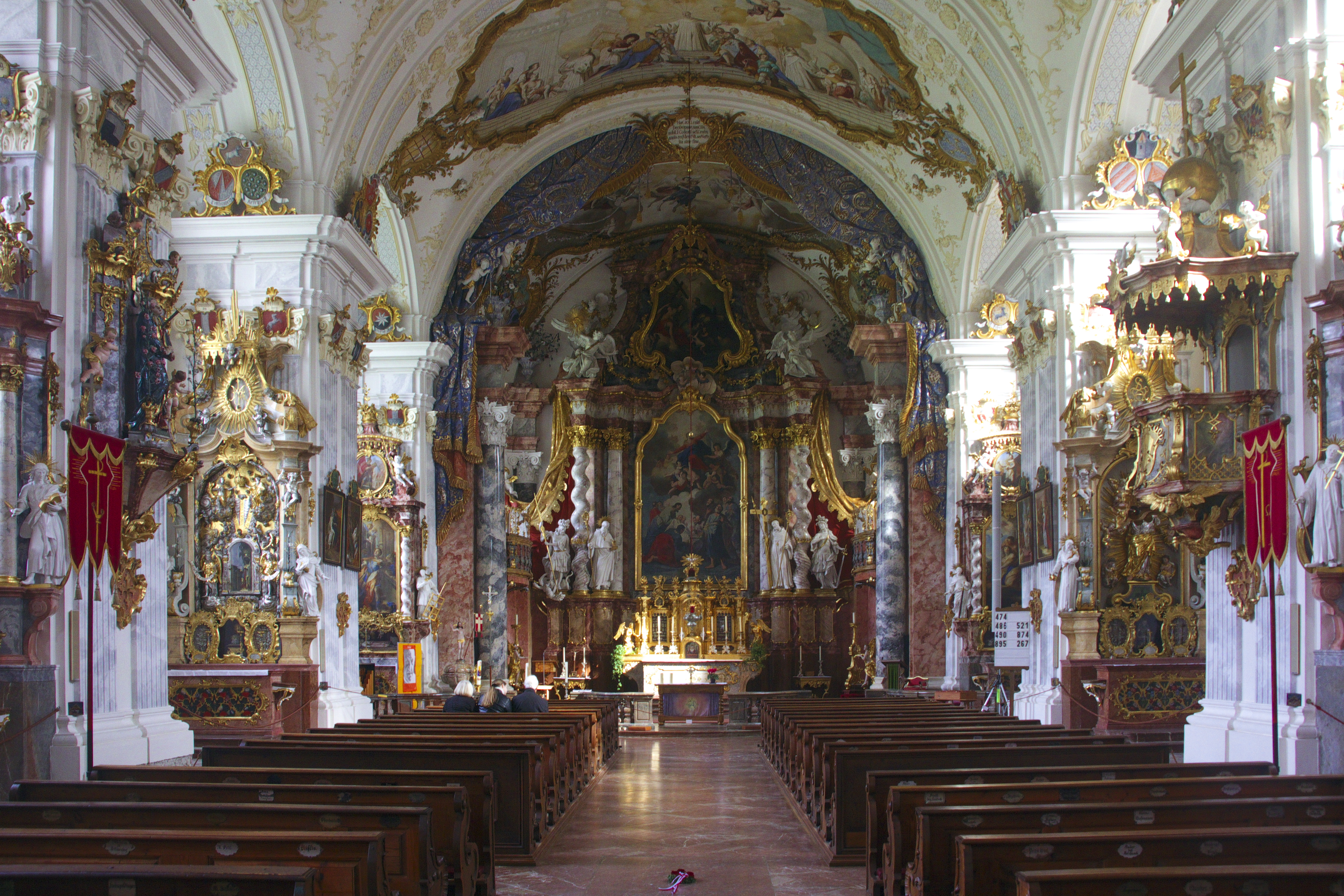
Інтер'єр, вид на вівтар
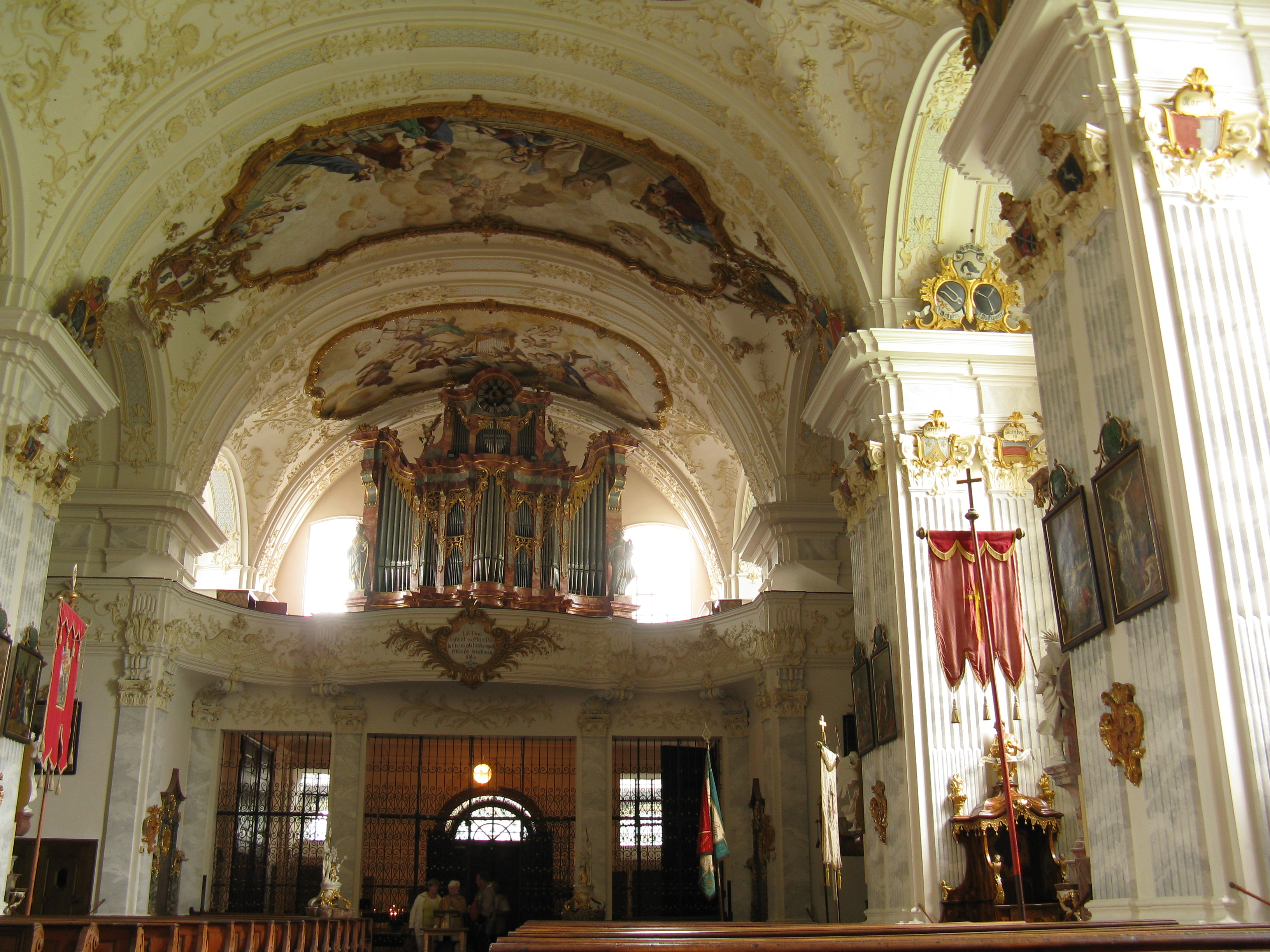
Інтер'єр, вид на орган